# Anopsobius macfaydeni
Anopsobius macfaydeni är en mångfotingart som beskrevs av J.R. Eason 1993. Anopsobius macfaydeni ingår i släktet Anopsobius och familjen fåögonkrypare. Inga underarter finns listade i Catalogue of Life.